# Pingliang
Pingliang är en stad på prefekturnivå i provinsen Gansu i nordvästra Kina. Den ligger omkring 260 kilometer öster om provinshuvudstaden Lanzhou.

## Administrativ indelning
Prefekturen Pingliang har en yta som är ungefär lika stor som Kalmar län. Pingliang är indelat i ett stadsdistrikt, som omfattar själva stadskärnan, en stad på häradsnivå och fem härad, som utgör den omgivande landsbygden.
| Karta              | Karta      | Karta     | Karta           | Karta             | Karta     | Karta                         |
| ------------------ | ---------- | --------- | --------------- | ----------------- | --------- | ----------------------------- |
|                    |            |           |                 |                   |           |                               |
| Nr                 | Namn       | Kinesiska | Pinyin          | Befolkning (2020) | Yta (km²) | Befolknings- täthet (inv/km²) |
| Stadsdistrikt      |            |           |                 |                   |           |                               |
| 1                  | Kongtong   | 崆峒区    | Kōngtóng qū     | 504 265           | 1 936     | 260                           |
| Stad på häradsnivå |            |           |                 |                   |           |                               |
| 5                  | Huating    | 华亭市    | Huátíng shì     | 182 499           | 1 266     | 144                           |
| Härad              |            |           |                 |                   |           |                               |
| 2                  | Jingchuan  | 泾川县    | Jīngchuān xiàn  | 222 210           | 1 486     | 150                           |
| 3                  | Lingtai    | 灵台县    | Língtái xiàn    | 156 224           | 2 038     | 77                            |
| 4                  | Chongxin   | 崇信县    | Chóngxìn xiàn   | 82 138            | 850       | 97                            |
| 6                  | Zhuanglang | 庄浪县    | Zhuānglàng xiàn | 335 684           | 1 556     | 216                           |
| 7                  | Jingning   | 静宁县    | Jìngníng xiàn   | 365 637           | 2 193     | 167                           |

## Klimat
Genomsnittlig årsnederbörd är 727 millimeter. Den regnigaste månaden är september, med i genomsnitt 152 mm nederbörd, och den torraste är december, med 1 mm nederbörd.